# Gérard Gaillot
Pour les articles homonymes, voir Gaillot.
Gérard Gaillot (né le 10 avril 1932 à Arcachon,, et mort le 30 mai 2016 à La Rochelle,) est un coureur cycliste français, actif dans les années 1950 et 1960.

## Biographie
Gérard Gaillot a été licencié à la Pédale de Surgères au VC Rochelais. Durant sa carrière, il a notamment remporté Bordeaux-Saintes en 1956 et les Boucles du Bas-Limousin en 1958. Il a également également évolué au niveau professionnel au sein de l'équipe Peugeot-BP-Dunlop .
Son père André Gaillot a lui aussi été coureur cycliste.

## Palmarès
- 1956
  - Bordeaux-Saintes
- 1957
  - 3e du Grand Prix de la Trinité
- 1958
  - Boucles du Bas-Limousin
- 1960
  - Nantes-Saint-Nazaire-Nantes
  - Étoile du Léon
  - Poitiers-Saumur-Poitiers